# Набор (рассказ)
«Набор» — рассказ Владимира Набокова, относящийся к русскому периоду его творчества. Был написан и опубликован (под псевдонимом В. Сирин) в 1935 году, вошёл в состав сборника «Весна в Фиальте» (Нью-Йорк, 1956).

## Сюжет и история текста
Главный герой рассказа — старый русский эмигрант Василий Иванович, растерявший всех близких и живущий в бедности. После похорон профессора Д. он сидит на скамейке в парке. Позже появляется фигура рассказчика — писателя, который, как выясняется, придумал незнакомому старику судьбу, решив сделать его второстепенным героем своего романа. Потом и писатель оказывается всего лишь марионеткой в руках подлинного автора всей истории
Рассказ был написан в июле 1935 года и увидел свет в русской эмигрантской газете «Последние новости». В 1956 году автор включил «Набор» в сборник «Весна в Фиальте», в 1975 году опубликовал его перевод на английский язык, подготовленный совместно с сыном, в составе сборника Tyrants Destroyed and Other Stories («Истребление тиранов и другие рассказы»).
Биограф Набокова Брайан Бойд охарактеризовал «Набор» как «искусный рассказ», предвосхищающий авторские игры в романе «Бледное пламя», одну из вариаций на тему «Дара». По его словам, «Набор» «наводит на мысль, что, возможно, бытие при всей его трогательной непосредственности — лишь порождение творческой фантазии некоей потусторонней силы, которая пытается сообщить восторг творчества всему, что она вызвала к жизни».